# Хиндрих, Отто
О́тто Хи́ндрих (рум. Otto Hindrich; род. 5 августа 2002, Клуж-Напока, Румыния) — румынский футболист, вратарь клуба «ЧФР Клуж».

## Карьера
В июне 2020 года перешёл в первую команду «ЧФР Клуж» из молодёжки. По возвращении из аренды в «Поли» дебютировал в Лиге I в матче с «Рапидом Бухарест».
В октябре 2020 года отправился в аренду в «Политехнику Тимишоара». Дебютировал в Лиге II в матче с «Вииторулом Тыргу-Жиу». В Кубке Румынии сыграл в матче с «Университатей 1948».
В июле 2022 года отправился в аренду в венгерский клуб «Кишварда».

## Достижения
«ЧФР Клуж»
- Чемпион Румынии (2): 2019/20, 2021/22